# 열려라 동요세상
《열려라 동요세상》은  KBS 1TV와 KBS 2TV에서 방송된 대한민국의 동요 대회 프로그램이었다.

## 타이틀 변천사
| 역대 | 타이틀             | 방송 기간 |
| ---- | ------------------ | --- |
| 1대  | 누가누가 잘하나    | 1964년 9월 6일 ~ 1969년 9월 30일 1972년 10월 28일 ~ 1980년 12월 3일 1981년 2월 5일 ~ 1982년 9월 19일 2005년 5월 6일 ~ |
| 2대  | 모이자 노래하자    | 1982년 9월 26일 ~ 1984년 4월 1일                                                                                      |
| 3대  | 전국어린이동요대회 | 1987년 5월 ~ 1991년 5월 19일                                                                                          |
| 4대  | 노래는 내친구      | 1991년 5월 26일 ~ 1993년 4월 25일                                                                                     |
| 5대  | 열려라 동요세상    | 1999년 10월 23일 ~ 2005년 4월 30일                                                                                    |

## 역대 MC
- 김홍성, 변우영
- 김홍성, 前 손미나
- 이재후, 홍소연
- 前 김현욱, 홍소연
- 前 김현욱, 홍소연, 정인선
- 前 김현욱, 홍소연, 박은빈
- 김기만, 홍소연, 박은빈

## 주제가
곡명 : 꿈꾸는 세상
작사 : 열려라 동요세상 제작진
작곡 : 이수인
노래 : KBS 어린이합창단

모두 다 모여라 참-신나는 세-상
할머니 할아버지 엄마 아빠도
신나는 노래와 흥겨운 춤으로
열려라 동요세상 다 함께 만들어가-요
랄랄랄랄랄라 랄라라 랄랄라-
동요를 불러보세요
슬픔은 떠나고 기쁨이 넘쳐요
노래를 부르-면
우리는 행복해
아름다운 이 세상을
다-함께 만들어 가-요
열려라 동요세상
| KBS 2TV 어린이 동요 프로그램                         | KBS 2TV 어린이 동요 프로그램                         | KBS 2TV 어린이 동요 프로그램                         |
| 이전 작품                                            | 작품명                                               | 다음 작품                                            |
| ---------------------------------------------------- | ---------------------------------------------------- | ---------------------------------------------------- |
| -                                                    | 누가누가 잘하나 (1964년 9월 6일 ~ 1969년 9월 30일)   | 누가누가 잘하나 (1972년 10월 28일 ~ 1980년 12월 3일) |
| 누가누가 잘하나 (1964년 9월 6일 ~ 1969년 9월 30일)   | 누가누가 잘하나 (1972년 10월 28일 ~ 1980년 12월 3일) | 누가누가 잘하나 (1981년 2월 5일 ~ 1982년 9월 19일)   |
| 누가누가 잘하나 (1972년 10월 28일 ~ 1980년 12월 3일) | 누가누가 잘하나 (1981년 2월 5일 ~ 1982년 9월 19일)   | 모이자 노래하자 (1982년 9월 26일 ~ 1984년 4월 1일)   |
| 누가누가 잘하나 (1981년 2월 5일 ~ 1982년 9월 19일)   | 모이자 노래하자 (1982년 9월 26일 ~ 1984년 4월 1일)   | 전국어린이동요대회 (1987년 5월 ~ 1991년 5월 19일)    |
| 모이자 노래하자 (1982년 9월 26일 ~ 1984년 4월 1일)   | 전국어린이동요대회 (1987년 5월 ~ 1991년 5월 19일)    | 노래는 내친구 (1991년 5월 26일 ~ 1993년 4월 25일)    |
| 전국어린이동요대회 (1987년 5월 ~ 1991년 5월 19일)    | 노래는 내친구 (1991년 5월 26일 ~ 1993년 4월 25일)    | 열려라 동요세상 (1999년 10월 24일 ~ 2005년 5월 1일)  |
| 노래는 내친구 (1991년 5월 26일 ~ 1993년 4월 25일)    | 열려라 동요세상 (1999년 10월 24일 ~ 2005년 5월 1일)  | 누가누가 잘하나 (2005년 5월 6일 ~ )                  |